# Clarence Hotel
Le Clarence Hotel est un hôtel quatre étoiles de 51 chambres situé au 6-8 Wellington Quay, à Dublin en Irlande. Il est situé dans le quartier de Temple Bar, en bordure de la Liffey. Construit en 1852, il a été racheté par Bono et The Edge, le chanteur et le guitariste de U2, avec leurs partenaires commerciaux, en 1992. L'hôtel a ensuite été rénové en 1996.

## Histoire
En 1992, Bono et The Edge ont acheté cet hôtel deux étoiles de 70 chambres. Ils l'ont ensuite fait rénover pour le convertir en un hôtel quatre étoiles de 49 chambres. Les travaux ont duré 18 mois, pour un coût de 8 millions de dollars, grâce à un programme d'exonération fiscale visant à relancer le quartier de Temple Bar. L'hôtel a rouvert ses portes en 1996. Il appartient désormais à la Brushfield Ltd, une société appartenant à Bono et The Edge, ainsi qu'à Derek Quinlan et Paddy McKillen. L'hôtel dispose actuellement de six étages.

## Équipements
L'hôtel propose une conciergerie, un bar, trois restaurants, des salles de réunion, le Wi-Fi, un coffre-fort, un service de chambre, une salle de gym, et un service de blanchisserie. Le restaurant principal, le Cleaver East, a remplacé The Tea Rooms en juillet 2013.

## Plans d'expansion
En 2004, des plans ont été élaborés pour une expansion majeure de l'hôtel, qui comprendrait des propriétés adjacentes (9, Essex Street et 9, 10 et 11 Wellington Quay). L'architecte du projet est Norman Foster. Tous les bâtiments historiques seraient éventrés, ne laissant que les façades. Tout le reste serait nouveau. Le budget s'élève à 237,2 millions de dollars. Mais le projet rencontre une forte opposition de la part de groupes de préservation du patrimoine dont An Taisce, une association environnementale, mais peut compter sur le soutien de certaines agences municipales. L'une des critiques principales faites au projet est que la démolition du Clarence Hotel ne serait qu'une action anti-environnementale rétrograde, motivée par l'argent, et que Bono ne se comporterait que comme un spéculateur immobilier de plus."
Le projet proposé a été approuvé en 2008 par An Bord Pleanála, l'agence irlandaise d'appel d'offres. D'après le plan, l'hôtel agrandi aurait neuf étages et 150 chambres. L'élément remarquable étant un grand atrium avec un toit en verre ovale pour laisser entrer la lumière du soleil, ainsi qu'un bar en terrasse au sommet du complexe, permettant des vues imprenables sur Dublin. Le projet a été suspendu pendant plusieurs années mais est désormais relancé. L'hôtel a perdu de l'argent pendant les pires années de la crise économique, mais il est maintenant rentable.

## Media
Le 27 septembre 2000, un mois avant la sortie de l'album de U2 All That You Can't Leave Behind, une version live de la chanson Beautiful Day est tournée sur le toit du Clarence Hotel
pour l'émission de télévision Top of the Pops de la BBC. 

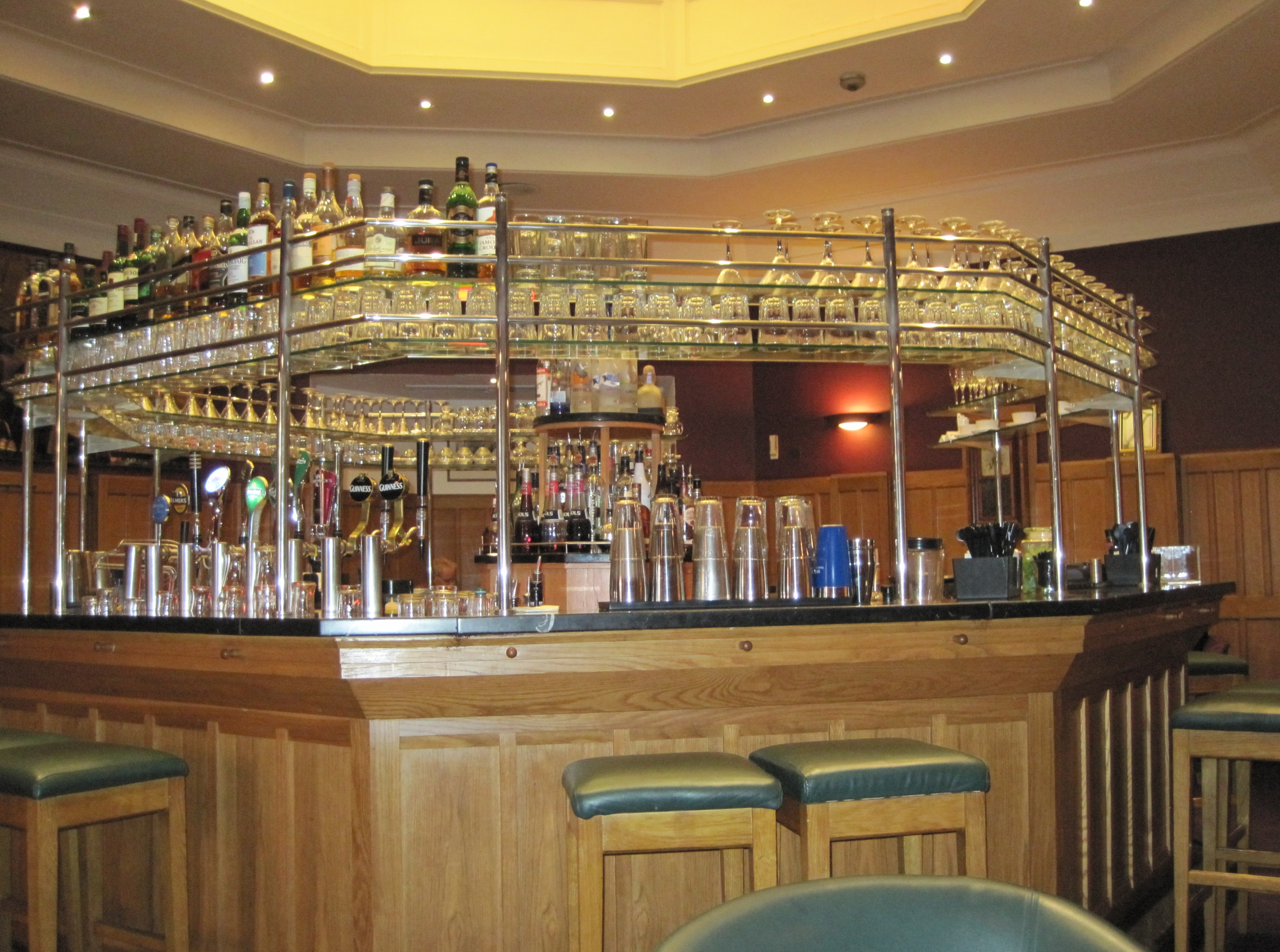
L'Octagon bar au rez-de-chaussée du Clarence Hotel.
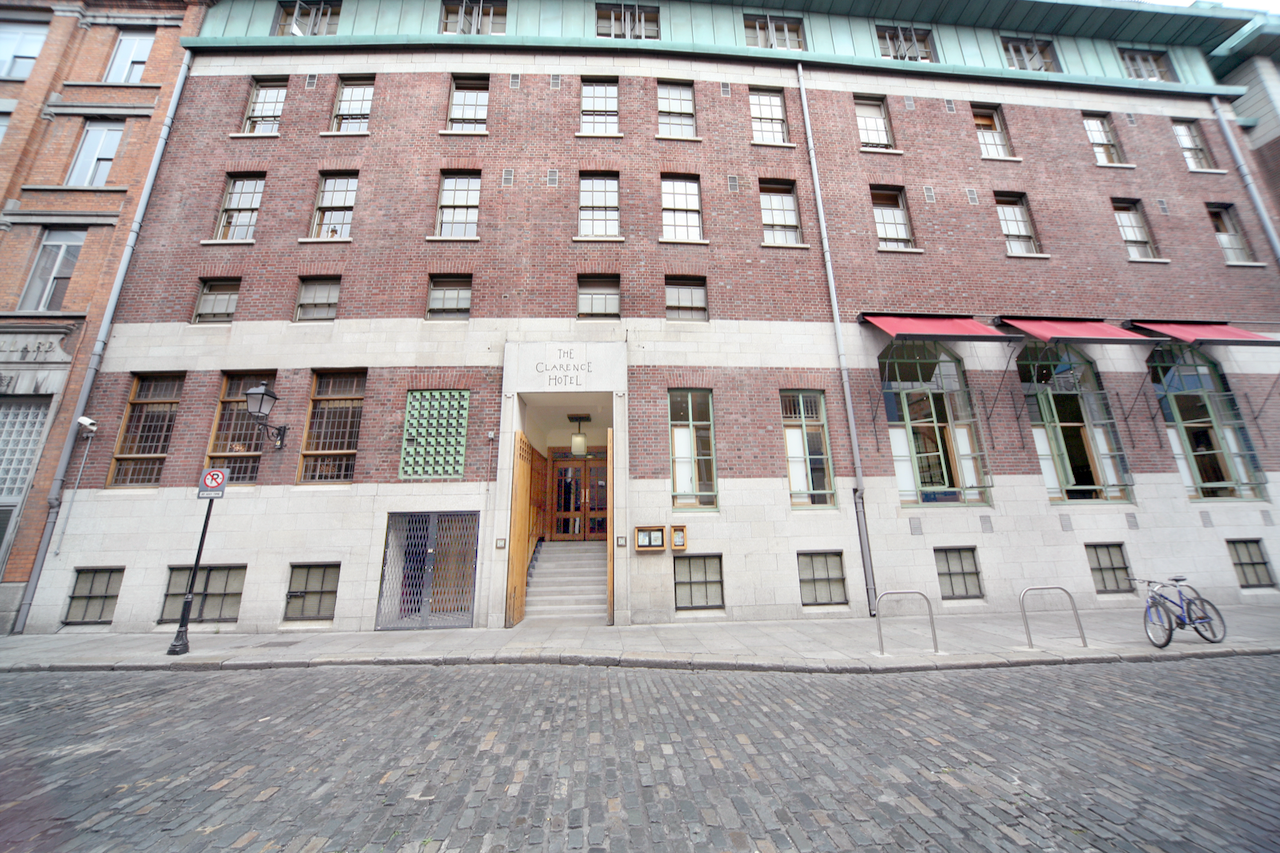
La façade arrière de l'hôtel donnant sur l'Essex Street, avec l'entrée monumentale et, à sa gauche, l'entrée de l’ancienne discothèque The Kitchen qui se trouvait sous l'hôtel.
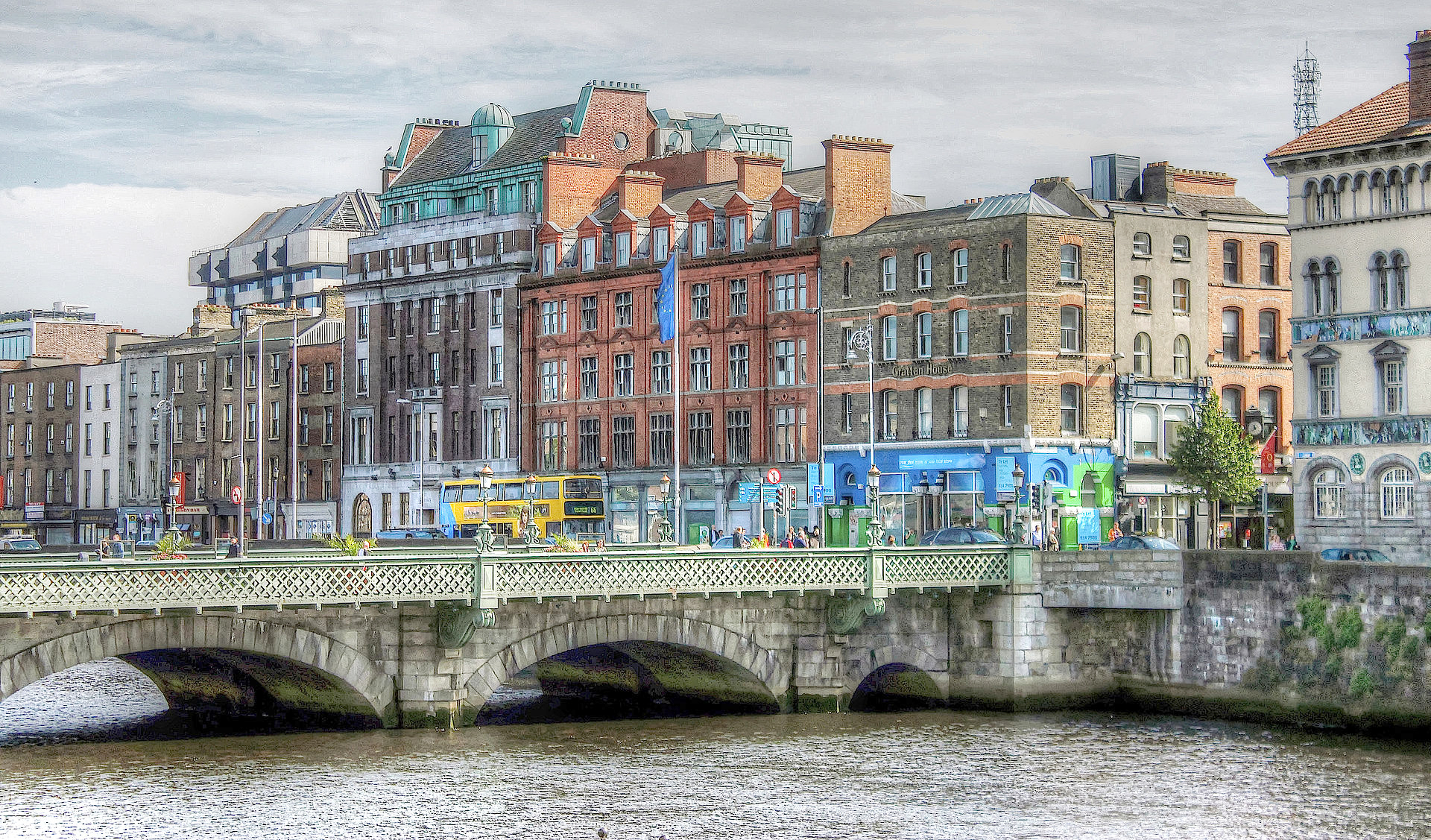
Le Clarence Hotel et les propriétés adjacentes face à la Liffey, non loin du Grattan Bridge.